# اكلي (ملعب)
اكلي هي إحدى مشيخات المملكة المغربية، تتبع جغرافيا لإقليم الرشيدية وإداريًا لملعب. يقدر عدد سكانها بـ 6071 نسمة حسب الإحصاء الرسمي للسكان والسكنى لسنة 2004.